# Ladder match
 (avril 2011).
Si vous disposez d'ouvrages ou d'articles de référence ou si vous connaissez des sites web de qualité traitant du thème abordé ici, merci de compléter l'article en donnant les références utiles à sa vérifiabilité et en les liant à la section « Notes et références ».

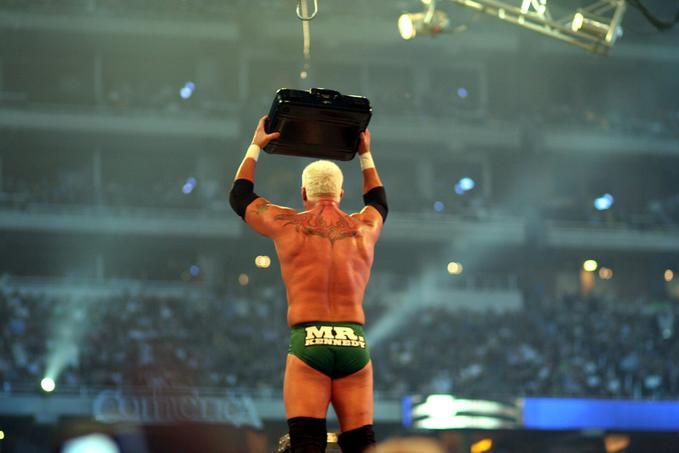
Mr. Kennedy en train d'attraper la valise du Money in the Bank Ladder Match de WrestleMania 23.

Un match de l'échelle ou ladder match est un type de match au catch. Il s'agit d'un match où un objet (une valise, ou une ceinture de champion) est suspendu au-dessus du ring à plusieurs mètres du sol ; les catcheurs doivent utiliser l'échelle pour grimper et attraper l'objet pour être déclaré vainqueur. Les catcheurs ne peuvent utiliser que des échelles
Les matchs de l'échelle sont bien souvent impressionnants ; en effet ils se déroulent toujours sous la règle « pas de disqualification ». Ainsi l'échelle peut être utilisée comme arme ou comme tremplin pour des sauts acrobatiques. Un match de l'échelle voit bien souvent de nombreuses chutes impressionnantes se dérouler.
Le match de l'échelle a été inventé par Dan Kroffat, de la Stampede Wrestling de Calgary. En septembre 1972, la Stampede Wrestling organisa le premier match de l'échelle  entre Dan Kroffat et Tor Kamata ; l'objet qui devait être attrapé était un sac d'argent.

## Variantes

### King of the Mountain
Type de match de la Total Nonstop Action Wrestling. Le principe est en quelque sorte l'opposé d'un Ladder match classique puisque pour gagner, il ne faut pas décrocher un objet suspendu en hauteur mais en accrocher un. Cela nécessite donc non seulement d'être à la hauteur de l'objectif, mais aussi d'avoir l'objet en main. Le gagnant de ce match annuel (hors cas spéciaux) est alors couronné King of the Mountain. Il y a souvent pour enjeu du match un titre : c'est la ceinture qui doit alors être suspendue pour décrocher la victoire.

### TLC (Tables, Ladders and Chairs)
Match créé spécialement lors de SummerSlam (2000) pour la triple rivalité par équipe qui opposait les Hardy Boyz (spécialistes des échelles), les Dudley Boyz (spécialistes des tables) et Edge et Christian (spécialistes des chaises). Ce furent ces derniers qui remportèrent ce tout premier match. La stipulation a été réutilisée à de multiples reprises depuis, et un pay-per-view, TLC:Tables, Ladders, and Chairs, a été créé et met en avant soit des TLC matchs, soit des matchs autorisant l'un de ces trois objets.

### Ultimate X match
Il s'agit d'un match de la X Division de la Total Nonstop Action Wrestling, qui va de deux participants à un chiffre supérieur (il y avait par exemple six participants à celui de Bound for Glory IV). Deux câbles, reliés à une structure métallique dressée depuis les quatre turnbuckles (coins du ring), se croisent au-dessus du milieu du ring. La hauteur entre la structure et le milieu du ring est de 4,5 m. De la même façon que dans un Ladder match, un objet — souvent une ceinture ou un objet rouge en forme de « X » — est suspendu à l'endroit où les câbles se croisent. Le gagnant est celui qui décroche l'objet le premier.
Bien que la règle du non-disqualification soit appliquée, les interventions et l'usage des armes sont rares. Les participants ne sont le plus souvent pas autorisés à utiliser les échelles comme moyen pour décrocher l'objet, mais peuvent, en revanche, les utiliser comme armes.

### Tables, Ladders & Cervezas match
Match ayant eu lieu à la WSX opposant Luke Hawx & Al Katrazz à Kaos & Aguilera. Dans ce match les chaises étaient remplacés par un pack de bières (Cervezas en espagnol).